# 8115 Sakabe
A 8115 Sakabe (ideiglenes jelöléssel 1996 HB2) a Naprendszer kisbolygóövében található aszteroida. Robert H. McNaught és Y. Ikari fedezte fel 1996. április 24-én.